# اندیس باریت ۳۰۹۹
باریت ۳۰۹۹ یک اندیس غیرفلزی است که در حوالی شهر سعادت آباد استان فارس قرار دارد و مادهٔ معدنی موجود در آن، باریت است.سنگ میزبان این اندیس سنگ آهک است  